# 39540 Borchert
39540 Borchert este un asteroid din centura principală de asteroizi.

## Descriere
39540 Borchert este un asteroid din centura principală de asteroizi. A fost descoperit pe 11 aprilie 1991 la Tautenburg de Freimut Börngen. Asteroidul prezintă o orbită caracterizată de o semiaxă mare de 2,48 ua, o excentricitate de 0,13 și o înclinație de 3,2° în raport cu ecliptica.